# Mútne
Mútne (in ungherese Mutne) è un comune della Slovacchia facente parte del distretto di Námestovo, nella regione di Žilina.